# صوفي موريل
صوفي موريل (بالفرنسية: Sophie Morel)‏ هي رياضياتية فرنسية، ولدت في 16 ديسمبر 1979 في إيسي ليه مولينو في فرنسا.

## وصلات خارجية
- الموقع الرسمي